# قرار مجلس الأمن التابع للأمم المتحدة رقم 152
قرار مجلس الأمن للأمم المتحدة رقم 152، الذي اعتمد في 23 أغسطس 1960، بعد النظر في طلب جمهورية الكونغو للانضمام إلى عضوية الأمم المتحدة أوصى المجلس الجمعية العامة بقبول جمهورية الكونغو.
وقد وافق جميع أعضاء المجلس الـ11 على القرار.